# Dagana

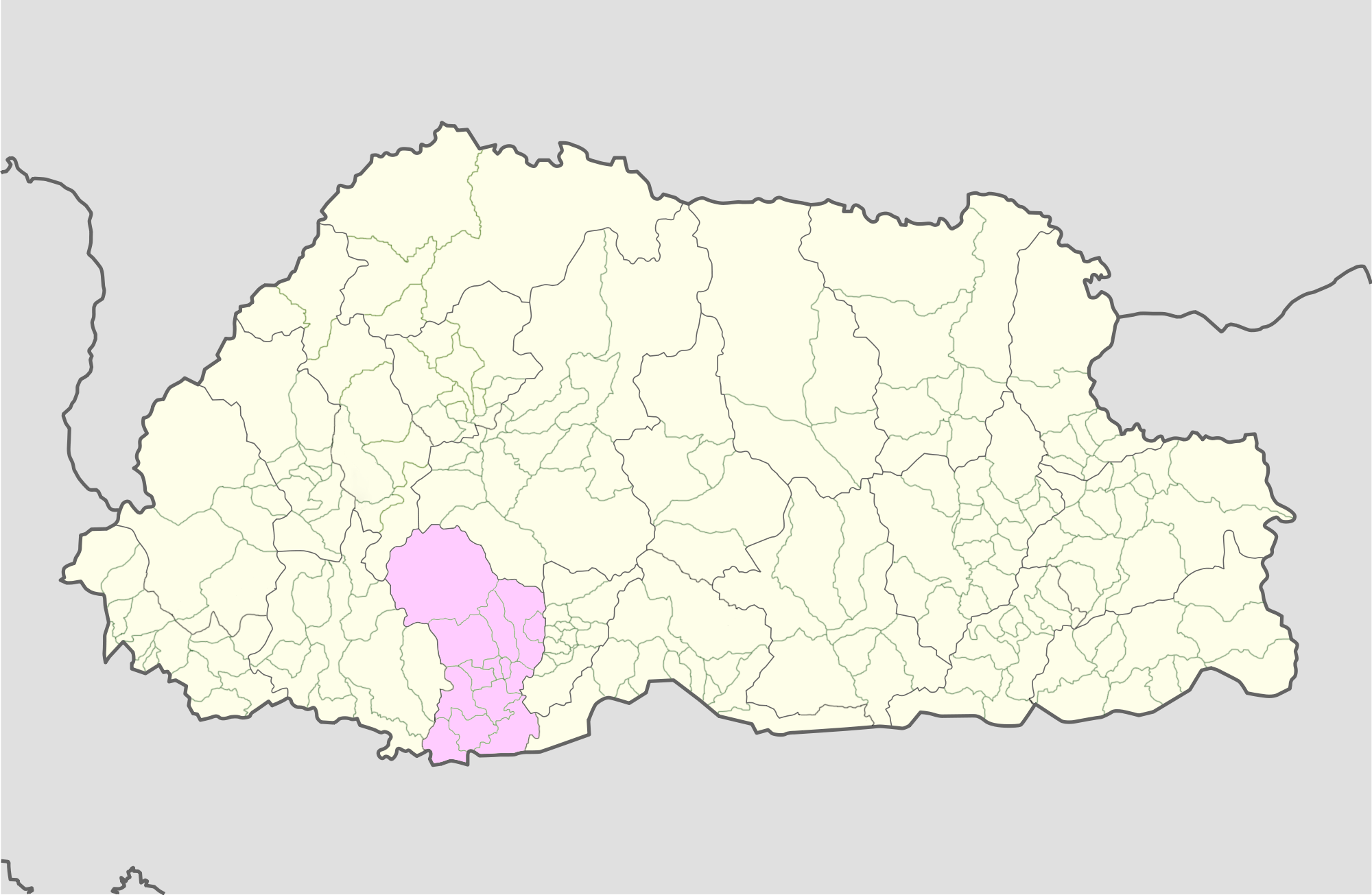
Localização de Dagana no Butão

Dagana (Djongkha: དར་དཀར་ན་རྫོང་ཁག་) é um dos 20 distritos do Butão.